# Behnia
Behnia, monotipski rod šparogovki čija je jedina vrsta B. reticulata, penjačica iz tropske i južne Afrike.

## Opis
Vitka penjačica bez dlačica, visoka do 3 m. Listovi naizmjenični, jajasti s ušiljenim vrhovima; blisko razmaknute paralelne žile. Cvjetovi u malim pazušnim grozdovima, krem ili zelenkasti. Plod je bobica, zelena do blijedožuta, promjera do 15 mm.
- B. reticulata
- B. reticulata

## Ime vrste
Ime vrste “reticulata”, od “reticulate” znači “mrežasta”, odnosi se na uočljive mrežaste vene na listoovima.

## Stanište
U vazdazelenim šumama.

## Status zaštite
Ovaj takson nije odabran ni u jednom od četiri procesa pregleda za isticanje potencijalnih svojti koje su od značaja za očuvanje za detaljnu procjenu i stoga mu je dodijeljen automatski status najmanje zabrinutosti.

## Sinonimi
- Dictyopsis Harv. ex Hook.f.
- Hylonome Webb & Berthel.
- Dictyopsis thunbergii Harv. ex Hook.f.
- Hylonome reticulata (Thunb.) Webb & Berthel.
- Ruscus reticulatus Thunb.